# Anders Dahlin
Anders Fredrik Dahlin (ur. 5 kwietnia 1965 w Sundsvall) – szwedzki judoka. Dwukrotny olimpijczyk. Zajął jedenaste miejsce w Seulu 1988 i 34. w Barcelonie 1992. Walczył w wadze lekkiej.
Uczestnik mistrzostw świata w 1987 i 1991. Startował w Pucharze Świata w latach 1990-1992, 1995 i 1996. Piąty na mistrzostwach Europy w 1998 roku. Zdobył trzy medale na mistrzostwach nordyckich.

## Letnie Igrzyska Olimpijskie 1988
| Konkurencja | Eliminacje          | Eliminacje              | Eliminacje            | Klas. końcowa |
| Konkurencja | Przeciwnik I        | Przeciwnik II           | 1/4                   | Miejsce       |
| ----------- | ------------------- | ----------------------- | --------------------- | ------------- |
| 71 kg       | Henry Núñez (CRC) Z | Hugo d’Assunção (POR) Z | Kerrith Brown (GBR) P | 11.           |

## Letnie Igrzyska Olimpijskie 1992
| Konkurencja | Eliminacje           | Klas. końcowa |
| Konkurencja | Przeciwnik I         | Miejsce       |
| ----------- | -------------------- | ------------- |
| 71 kg       | Billy Cusack (GBR) P | 34.           |